# Casa di danze
Casa di danze (Maison de danses) è un film francese del 1931 diretto da Maurice Tourneur.